# نيشان فرسان العقاب الأسود
ترتيب العقاب الأسود (بالألمانية: Hoher Orden vom Schwarzen Adler)‏، كانت أعلى رتبة في الفروسية في مملكة بروسيا. تم تأسيس النظام في 17 يناير 1701 من قبل الناخب فريدريش الثالث من براندنبورغ (الذي أصبح فريدريش الأول ملك بروسيا في اليوم التالي). في منفاه الهولندي بعد الحرب العالمية الأولى، واصل الإمبراطور المخلوع فيلهلم الثاني منح الأمر لعائلته. جعل زوجته الثانية، الأميرة هيرمين رويس من جريز، سيدة في وسام العقاب الأسود.

## ملخص
تم نشر النظام الأساسي للأمر في 18 يناير 1701، وتم تنقيحه في عام 1847. اقتصرت العضوية في وسام العقاب الأسود على عدد صغير من الفرسان، وتم تقسيمها إلى فئتين: أعضاء من المنازل الحاكمة (مقسمة إلى أعضاء من مجلس هوهنزولرن وأعضاء من منازل أخرى، ألمانية وأجنبية) وفرسان الاستسلام. قبل عام 1847، كانت العضوية مقتصرة على النبلاء، ولكن بعد ذلك التاريخ، تم رفع الفرسان المستقيمين الذين لم يكونوا من النبلاء إلى طبقة النبلاء (الألمانية: Adelsstand). كان الفرسان الأسريون عمومًا مسؤولين حكوميين رفيعي المستوى أو ضباطًا عسكريين.
كان وسام العقاب الأسود من فئة واحدة فقط، ولكن يمكن أيضًا منحه من امتياز الملك «مع السلسلة» (" mit der Kette ") أو بدون (" ohne Kette "). بموجب القانون، حمل أعضاء النظام أيضًا الصليب الأكبر لأمر العقاب الأحمر، وارتدوا شارة هذا الأمر من شريط حول الرقبة. منذ عام 1862، حصل أعضاء البيت الملكي البروسي، بناءً على وسام العقاب الأسود، على وسام التاج البروسي من الدرجة الأولى.

## شارة

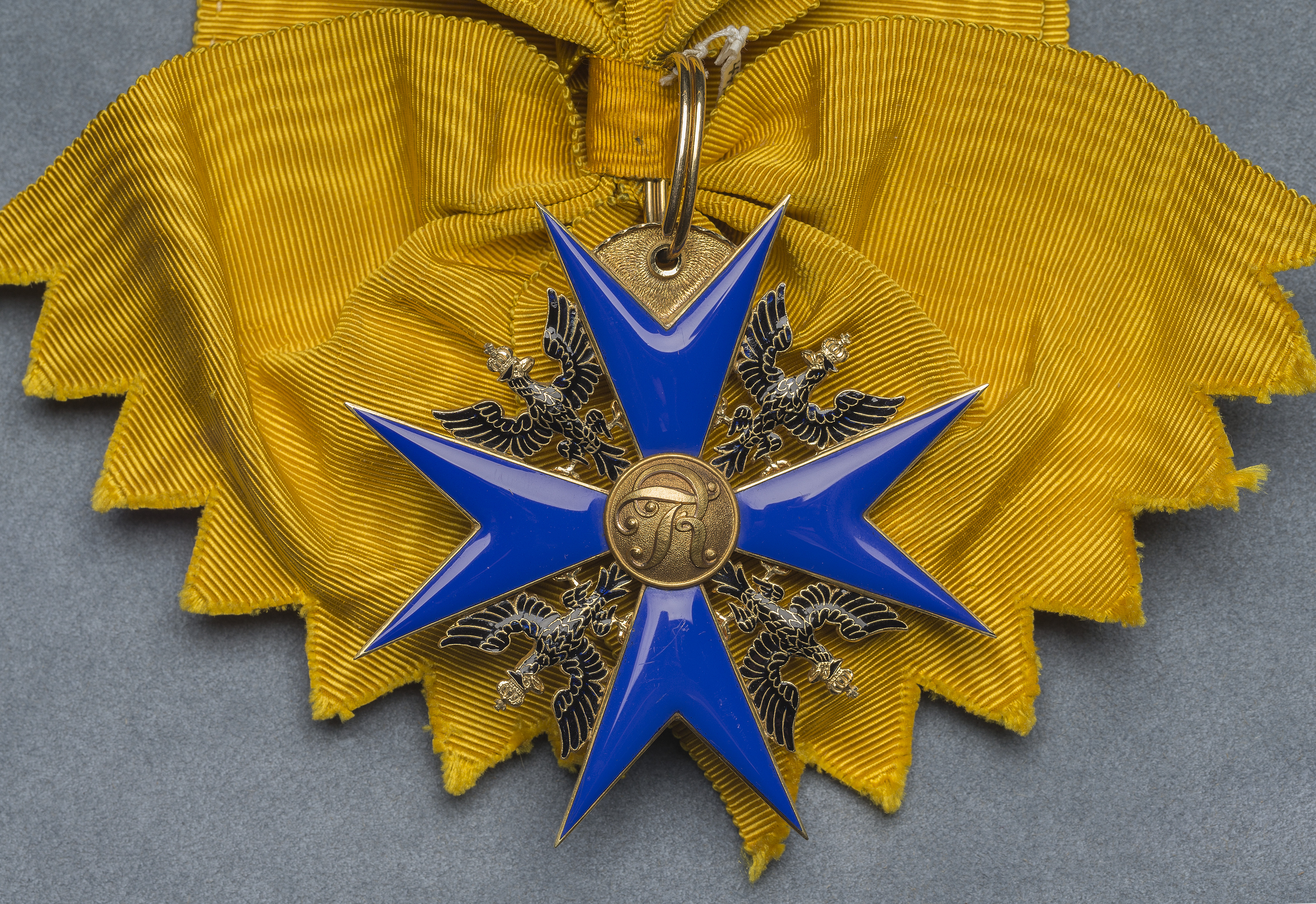
وسام العقاب الأسود.

كانت شارة النظام عبارة عن صليب مالطي ذهبي، مطلي بالمينا باللون الأزرق، مع نسور سوداء متوجة بالذهب بين ذراعي الصليب. حملت ميدالية المركز الذهبية حرف فريدريش الأول الملكي (لفريدريكوس ريكس).
تم ارتداء هذه الشارة إما من شريط عريض (أو وشاح) أو طوق (أو «سلسلة»). كان شريط النظام عبارة عن وشاح برتقالي تموج في النسيج يتم ارتداؤه من الكتف الأيسر إلى الورك الأيمن، مع وضع الشارة على الفخذ. تم اختيار لون الوشاح على شرف لويز هنرييت من ناسو، ابنة أمير أورانج والزوجة الأولى للناخب العظيم. طوق أو سلسلة (بالألمانية: Kette) كانت ترتدي حول العنق وتستند على الكتفين، مع تعليق الشارة من المركز الأمامي؛ كان للقلادة 24 رابطًا متشابكًا مفصلاً: بالتناوب نسر أسود وجهاز يتميز بميدالية مركزية تحمل شعار الأمر (بالألمانية: Suum Cuique - وتعنى حرفياً «لكل واحد خاص به»، ولكن بشكل اصطلاحي «لكل منهم وفقًا لمزاياه»)، فالسلسلة تشكل نمطًا متقاطعًا، وحلقة مطلية بالمينا باللون الأزرق حول هذا، وتيجان عند كل نقطة تقاطع.
الشارة هي عبارة عن نجمة فضية ذات ثمانية رؤوس، مع أشعة مستقيمة أو متعددة الأوجه اعتمادًا على تصميم الجواهري. تظهر الرصيعة الوسطى نسرًا أسود (يمسك إكليلًا من أمجاد في مخالبه اليسرى وصولجانًا في يمينه) على خلفية ذهبية، محاطة بحلقة بيضاء مطلية بالمينا عليها إكليل من أمجاد وشعار الأمر.
في اجتماعات فرع وسام العقاب الأسود وفي بعض الاحتفالات، كان الفرسان يرتدون عباءات حمراء مخملية ببطانات زرقاء. مطرزة على الكتف الأيسر من كل عباءة كانت نجمة كبيرة للرهبانية. 

## عضوية
منذ تأسيسها في 1701 إلى 1918، مُنحت وسام العقاب الأسود 407 مرات، منها 57 تم تركيبها في عهد فريدريش الأول (1701-1713). في عام 1918، بلغ مجموع فرسان الأمر 118 - 14 كانوا أعضاء في البيت الملكي البروسي، وكان أحدهم عضوًا في البيت الملكي في هوهنزولرن، و 49 (من بينهم تسعة كانوا من ولايات كانت في حالة حرب مع ألمانيا آنذاك) كانوا أعضاء في حكام آخرين منازل، و 54 (بما في ذلك 17 الذين لم يتم تركيبهم بالكامل بعد) كانوا من الألمان غير الملكي. تمت ترقية رعايا الملك البروسي الذين تلقوا الأمر، والذي تم تقديمه في فئة واحدة فقط، إلى رتبة النبلاء وحصلوا على لقب وراثي.
من كتيبات الدولة البروسية، من الواضح أن وسام العقاب الأسود (وكذلك، بموجب القانون، الأوامر البروسية الأخرى، كما هو مذكور أعلاه) تم منحها لجميع أفراد العائلة المالكة الذكور في أعياد ميلادهم العاشرة؛ حصل هؤلاء الرجال على طوق الأمر في أعياد ميلادهم الثامنة عشرة. تم منح الأمر أيضًا للملكات البروسيات (وفي وقت لاحق، الإمبراطورات الألمان)، على الرغم من أن عضوات أخريات في العائلة المالكة عادة ما تلقين وسام لويز بدلاً من ذلك.

## الملوك والماجستير في النظام

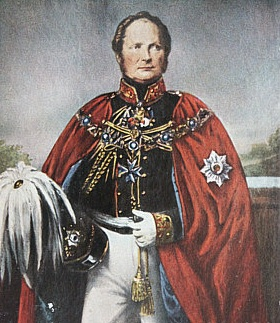
فريدريش فيلهلم الرابع، مرتديًا طوق وعباءة وسام العقاب الأسود. الصورة الأصلية لكروجر

- فريدريش الأول من بروسيا (1657-1713) - مؤسس وسام العقاب الأسود؛ آخر ناخب لبراندنبورغ وأول ملك في بروسيا.
- فريدريك وليام الأول من بروسيا (1688-1740) - أول عضو في الأمر، تم إدخاله عام 1701، عندما كان وليًا للعهد؛ صاحب وسيد الأمر، 1713-1740.
- فريدريش الثاني (1712-1786) - «فريدريش الكبير»؛ ملك وسيد الأمر، 1740-1786.
- فريدريك فيلهلم الثاني ملك بروسيا (1744-1797) - ملك وسيد النظام، 1786-1797.
- فريدريك ويليام الثالث ملك بروسيا (1770-1840) - ملك بروسيا خلال العصر النابليوني؛ ملك وسيد النظام، 1797-1840.
- فريدريك فيلهلم الرابع من بروسيا (1795-1861) - ملك وسيد النظام، 1840-1861.
- فيلهلم الأول (1797-1888) - ملك بروسيا وأول إمبراطور ألماني؛ ملك وسيد الأمر، 1861-1888.
- فريدريش الثالث (1831-1888) - من الأفضل تذكره باسم «ولي العهد فريدريش فيلهلم» لبروسيا؛ عام خلال حروب التوحيد الألمانية؛ لفترة وجيزة الإمبراطور الألماني، من مارس إلى يونيو 1888 ؛ توفي بسرطان الحنجرة.
- فيلهلم الثاني (1859-1941) - آخر ملوك بروسيا وآخر إمبراطور ألماني؛ صاحب وسيد الأمر، 1888-1941.
- وليام، ولي العهد الألماني (1882-1951)، صاحب وسيد الأمر، 1941-1951.
- لويس فرديناند، أمير بروسيا (1907-1994)، ملك وسيد النظام، 1951-1994.
- جورج فريدريش، أمير بروسيا (مواليد 1976)، ملك وسيد النظام منذ 1994.

## المستلمون

### البيت الملكي في هوهنزولرن
- فريدريك ويليام، مارغريف براندنبورغ شويدت، أمير بروسيا (1700-1770) - ابن شقيق فريدريش الأول.
- أغسطس فيلهلم أمير بروسيا (1722-1758) - الابن الثاني لفريدريك فيلهلم الأول؛ شقيق فريدريش الثاني («فريدريش الكبير»)؛ والد فريدريش فيلهلم الثاني؛ الجنرال البروسي في حروب سيليزيا.
- هاينريش أمير بروسيا (1726-1802) - الابن الثالث لفريدريك فيلهلم الأول والشقيق الأصغر لفريدريك الكبير؛ عام في حرب السبع سنوات.
- أغسطس فرديناند، أمير بروسيا (1730-1813) - الابن الرابع والأصغر لفريدريك فيلهلم الأول، والأخ الأصغر لفريدريش العظيم.
- لودفيج فرديناند، أمير بروسيا (1772-1806) - ابن أوغست فرديناند؛ لواء في الحروب النابليونية، قتل في معركة سالفيلد.
- لودفيج كارل، أمير بروسيا (1773-1796) - الابن الثاني لفريدريك فيلهلم الثاني وشقيق فريدريك فيلهلم الثالث.
- كايزرين أوغوستا (1811-1890) - أميرة ساكس-فايمار-أيزناتش، زوجة وإمبراطورة قرينة فيلهلم الأول.
- كارل، أمير بروسيا (1801-1883) - الابن الثالث لفريدريك فيلهلم الثالث من بروسيا، والد فريدريك كارل وألبريشت.
- أدالبرت أمير بروسيا (1811-1873) - ابن برينز فيلهلم؛ حفيد فريدريش فيلهلم الثاني وابن شقيق فريدريش فيلهلم الثالث؛ المنظر البحري والأدميرال ومؤسس أول أسطول بروسي.
- فريدريك كارل أمير بروسيا (1828-1885) - من قدامى المحاربين في الحرب النمساوية البروسية والحرب الفرنسية البروسية؛ بطل هرادتس كرالوفه؛ جنرال فيلدمارشال من بروسيا، والمارشال الفخري لروسيا؛ الابن الأكبر لكارل والد فريدريش ليوبولد.
- ألبريشت، أمير بروسيا (1809-1872) - ثاني وأصغر أبناء كارل، والد ألبريشت.
- هاينريش أمير بروسيا (1862-1929) - الابن الثاني لفريدريك الثالث وشقيق فيلهلم الثاني؛ أميرال كبير في البحرية الإمبراطورية الألمانية، الحرب العالمية الأولى.

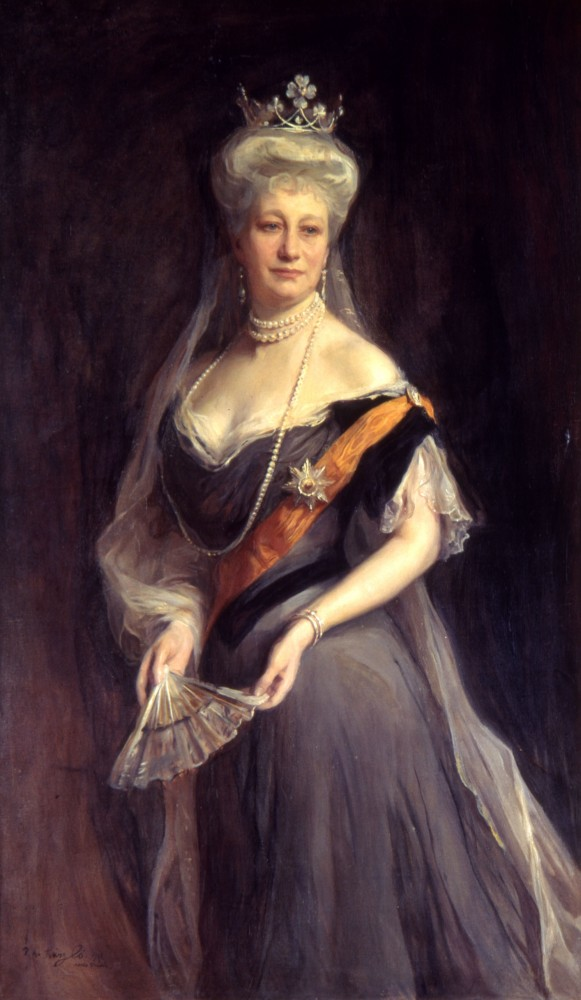
الإمبراطورة أوغست فيكتوريا ترتدي وشاح ونجمة وسام العقاب الأسود. بورتريه فيليب دي لازلو

- فيكتوريا أميرة بريطانيا وإمبراطورة ألمانيا (1840–1901) - «الإمبراطورة فريدريش»؛ ابنة الملكة فيكتوريا، أميرة بريطانيا العظمى؛ زوجة وإمبراطورة قرينة فريدريش الثالث؛ والدة فيلهلم الثاني. أرملة الإمبراطورة الألمانية والملكة أرملة بروسيا، 1888–1901 ؛ معترف بها من قبل فريدريش الثالث، ٩ مارس ١٨٨٨.
- كايزرين أوغست فيكتوريا (1858-1921) - أميرة شليسفيغ هولشتاين، الزوجة (الأولى) وزوجة الإمبراطورة فيلهلم الثاني.
- كرونبرينز فيلهلم (1882-1951) - ولي عهد ألمانيا وبروسيا حتى عام 1918، الجنرال الألماني في الحرب العالمية الأولى.
- فريدريك ليوبولد، أمير بروسيا (1865-1931) - ابن فريدريك كارل، والد فريدريك سيغيسموند، فريدريك كارل، وفريدريك ليوبولد.
- ألبريشت، أمير بروسيا (1837-1906) - ابن ألبريشت الوحيد.
- فريدريك هاينريش، أمير بروسيا (1874-1940) - الابن الأكبر لألبريشت وحفيد ألبريشت.
- يواكيم ألبريشت، أمير بروسيا (1876-1939) - الابن الثاني لألبريشت وحفيد ألبريشت.
- فريدريك فيلهلم، أمير بروسيا (1880-1925) - الابن الثالث لألبريشت وحفيد ألبريشت.
- إيتل فريدريش أمير بروسيا (1883-1942) - الابن الثاني لفيلهلم الثاني.
- أدالبرت أمير بروسيا (1884-1948) - الابن الثالث لفيلهلم الثاني.
- أغسطس فيلهلم أمير بروسيا (1887-1949) - الابن الرابع لفيلهلم الثاني.
- أوسكار أمير بروسيا (1888–1958) - الابن الخامس لفيلهلم الثاني.
- فالديمار، أمير بروسيا (1889-1945) - الابن الأكبر للأمير هاينريش، أميرال كبير.
- يواكيم أمير بروسيا (1890-1920) - الابن السادس والأصغر لويلهلم الثاني.
- فريدريك سيغيسموند، أمير بروسيا (1891-1927) - الابن الأكبر لفريدريك ليوبولد؛ طيار الحرب العالمية الأولى.
- فريدريش كارل أمير بروسيا (1893-1917) - الابن الثاني لفريدريك ليوبولد؛ حائز على الميدالية البرونزية في أولمبياد عام 1912 ؛ طيار الحرب العالمية الأولى؛ جرحى أثناء القتال، وسقطوا أسرى حرب، ومات متأثرين بجراحهم (1917).
- فريدريك ليوبولد، أمير بروسيا (1895–1959) - الابن الثالث والأصغر لفريدريك ليوبولد.
- سيجيسموند أمير بروسيا (1896–1978) - الابن الثاني والأصغر للأمير هاينريش، أميرال كبير.
- فيلهلم أمير بروسيا (1906-1940) - الابن الأكبر لولي العهد فيلهلم.

### البيت الأميري هوهنزولرن
- كارل أنطون، الأمير هوهنزولرن سيجمارينجين (1811-1885) صاحب السيادة.
- ليوبولد، الأمير هوهنزولرن سيجمارينجين (1835-1905) - ابن كارل أنطون.
- فيلهلم، الأمير هويلنزولرن سيجمارينجين (1864-1927).
- فرديناند، أمير هوهنزولرن-سيجمارينجين (مواليد 1865) - شقيق الأمير فيلهلم، حكم فرديناند الأول لرومانيا، 1914-1927.
- الأمير كارول الأول هو هنزولرن-سيجمارينجين (1839-1914) - الابن الثاني لكارل أنطون؛ حكمت كارول الأولى من رومانيا، 1881-1914.

### أعضاء العائلة المالكة الأجنبية من وسام
- ألبرت الأول ملك بلجيكا (1875-1934) - ملك بلجيكا خلال الحرب العالمية الأولى.
- ألبريشت، دوق فورتمبيرغ (1865-1939) - رئيس البيت الملكي في فورتمبيرغ، مُستثمر بالأمر في 18 يناير 1900.[6]
- الإسكندر الثالث - قيصر روسيا (1881–1894).
- الأمير آرثر، دوق كونوت وستراثيرن (1850-1942) - عم القيصر فيلهلم الثاني، كان لا يزال عضوًا في النظام في عام 1918 على الرغم من كونه ضابطًا عسكريًا بريطانيًا.
- الأمير كارل، دوق فستريوتلاند (1861–1951) - أمير السويد.
- كارول الأولى ملك رومانيا - ملك رومانيا (1866-1914)؛ عضو في البيت الأميري هوهنزولرن.
- كريستيان التاسع ملك الدنمارك - ملك الدنمارك (1863–1906).
- شولالونغكورن - ملك سيام (1868–1910).
- قسطنطين الأول ملك اليونان - ملك اليونان (1913-1917 و 1920-1922).
- بيدرو الثاني ملك البرازيل - إمبراطور البرازيل.
- إدوارد السابع - ملك بريطانيا العظمى وأيرلندا، إمبراطور الهند (1901-1910).
- الأمير يوجين، دوق نارك - أمير السويد (1865-1947).الإمبراطور فرانز جوزيف الأول من النمسا-المجر، مرتديًا زي المشير البروسي ووش ونجمة وسام العقاب الأسود، كاليفورنيا. 1900

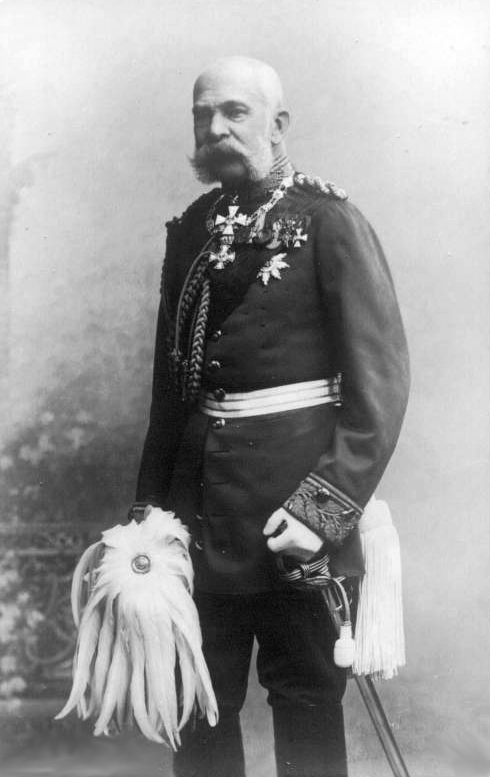
الإمبراطور فرانز جوزيف الأول من النمسا-المجر، مرتديًا زي المشير البروسي ووش ونجمة وسام العقاب الأسود، كاليفورنيا. 1900

- فرانز جوزيف الأول - إمبراطور النمسا (1848-1916).
- فريدريك الثامن ملك الدنمارك - ملك الدنمارك (1906-1912).
- جورج الخامس - ملك بريطانيا العظمى وأيرلندا، إمبراطور الهند (1910-1936).
- إمبراطور غوانغشو - إمبراطور الصين (1875-1908).
- غوستاف الخامس ملك السويد - ملك السويد (1907-1950).
- غوستاف السادس أدولف ملك السويد - ولي العهد، ملك السويد لاحقًا (1950-1973).
- ليوبولد الأول، أمير أنهالت ديساو - المشير البروسي الميداني المعروف باسم «الديساور القديم».
- ليوبولد الثاني ملك بلجيكا - ملك البلجيكيين (1865-1909).
- لويس الثامن عشر - ملك فرنسا.
- لودفيج الثاني ملك بافاريا - ملك بافاريا (1864-1886).
- لودفيج الثالث ملك بافاريا - آخر ملوك بافاريا.
- دوق روسيا الأكبر ميخائيل ألكساندروفيتش - شقيق القيصر نيكولاس الثاني، القيصر المفترض يُشار إليه أحيانًا باسم «القيصر ليوم واحد» (15-16 مارس 1917) والذي كان أيضًا قائد فوج أولانين «القيصر ألكسندر الثالث فون روسلاند» (الغربية البروسية).[7]
- الإمبراطور ميجي - إمبراطور اليابان (1867-1912).
- مظفر الدين شاه - شاه بلاد فارس (1896-1907) - 29 مايو 1902 - أثناء زيارة الشاه إلى برلين.[8]
- ناصر الدين شاه قاجار - شاه بلاد فارس (1848-1896).
- الكونت أوسكار برنادوت من ويسبورغ - أمير السويد السابق أوسكار (1859-1953).
- نيكولاس الثاني - القيصر الأخير للإمبراطورية الروسية.
- دوق نيكولاس من فورتمبيرغ (1833–1903) - الوريث المفترض لعرش فورتمبيرغ - تم ترسيته بالترتيب في 18 يناير 1900. [6]
- روبريخت، ولي عهد بافاريا - آخر ولي عهد بافاريا والمشير الميداني الألماني في الحرب العالمية الأولى.
- الإمبراطور تايشو - إمبراطور اليابان (1912-1926).
- أمبرتو الأول ملك إيطاليا - ملك إيطاليا (1878-1900).
- فيكتور عمانويل الثالث - ملك إيطاليا (1900-1946).
- الأمير فيلهلم، دوق سودرمانلاند - أمير السويد (1884-1965).
- ويليام الثالث ملك هولندا - ملك هولندا ودوق لوكسمبورغ الأكبر (1849-1890).
- ويليام الرابع - ملك بريطانيا العظمى وأيرلندا (1830-1837).
- غوانغمو إمبراطور كوريا - إمبراطور كوريا (1863–1907).
- عبد الحميد الثاني - سلطان الدولة العثمانية.

### فرسان النظام

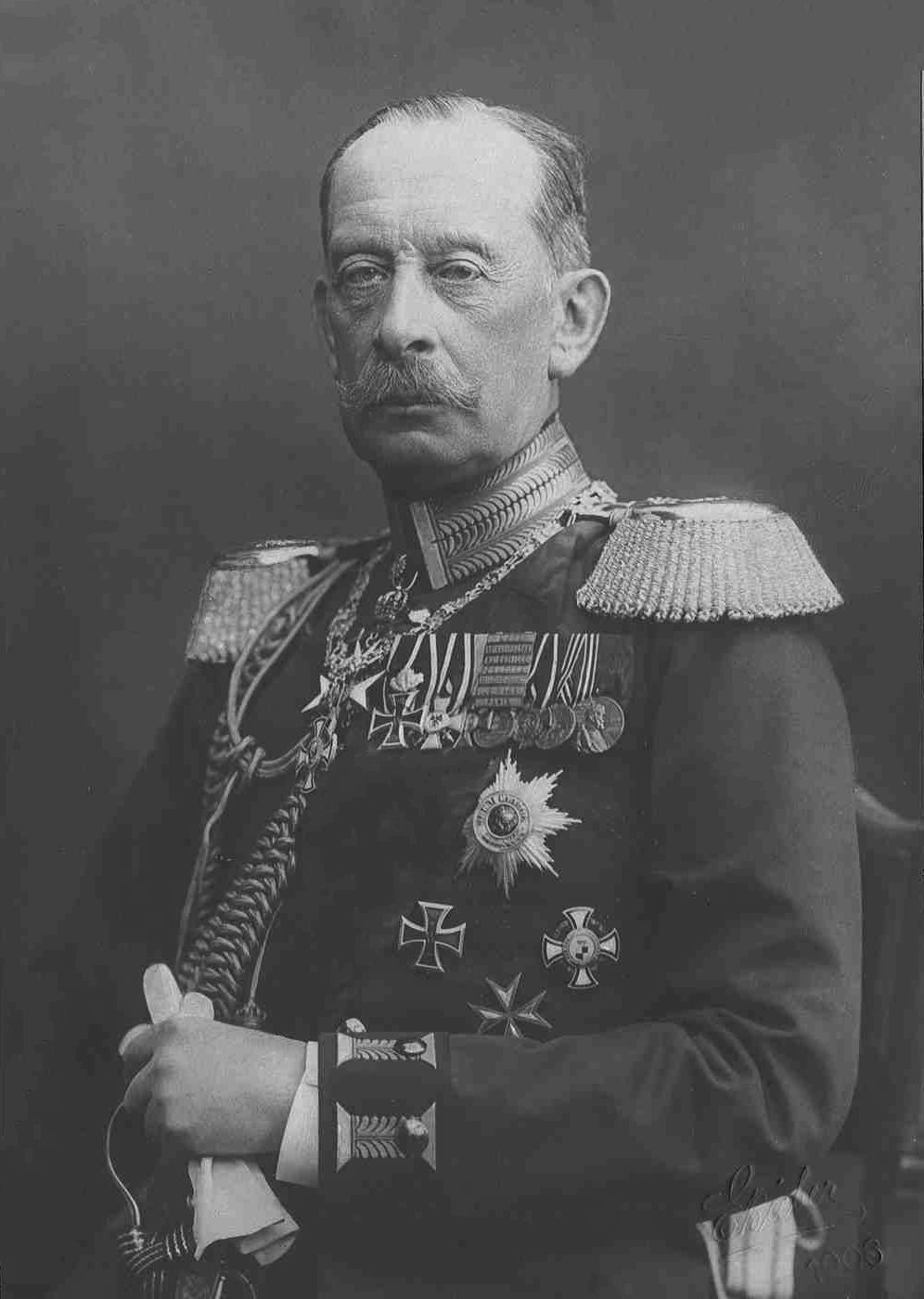
غراف ألفريد فون شليفن عام 1906

- هينينج فون كلايست الكسندر (1677 – 1749) - عام البروسي، المشير، للعمل على معركة مولويتز.[9]
- أوتو فون بسمارك - مستشار ورجل دولة بروسي.
- جيبهارد فون بلوخر - المشير الميداني البروسي وقائد القوات البروسية في معركة لايبزيغ ومعركة واترلو.
- يواكيم فون بلومنتال - وزير الحرب والمالية البروسي، تلقى الأمر في عام 1787.
- ليوناردت فون بلومنتال - مشير بروسي، 1877.
- برنارد فون بولو - المستشار الألماني ورجل الدولة.
- كارل فون بولو - جنرال بروسي - استثمر مع الأمر 18 يناير 1900. [6]
- الجنرال ميخائيل تشيرتكوف (يكتب أحيانًا تشيرتكوف) - الحاكم العام الروسي لوارسو - سبتمبر 1902 - عندما زار بوزن لمناورات الجيش الألماني.[10]
- فيلهلم رينيه دو لوم دو كوربير - مشير بروسي.
- كارل فون إينيم - الجنرال الألماني في الحرب العالمية الأولى ووزير الحرب.
- الأمير فيليب إيولنبرغ - سياسي ودبلوماسي ألماني.
- الكونت ألبريشت كونراد فينك فون فينكنشتاين - المشير الميداني البروسي بقيادة فريدريك ويليام الأول من بروسيا.
- الكونت كارل فيلهلم فينك فون فينكنشتاين - رئيس الوزراء البروسي في عهد فريدريك العظيم.
- فريدريش فيلهلم كيرين فون فوركاد دي بياكس - ملازم بروسي تحت قيادة فريدريك العظيم.
- يوهان كيرين فون فوركاد دي بياكس - ملازم بروسي تحت قيادة فريدريك ويليام الأول من بروسيا.
- أوجست فون جينسنو  [لغات أخرى]‏ - المشير الميداني البروسي في العصر النابليوني. كانت شاراته من النظام سابقاً نابليون.
- جوتليب جراف فون هيسلر - المشير الألماني.
- بول فون هيندنبورغ - مشير ألماني في حقبة الحرب العالمية الأولى ثم رئيس ألمانيا لاحقًا.
- فريدريك جراف كلايست فون نوليندورف - جنرال بروسي من العصر النابليوني (تمت ترقيته إلى رتبة مشير قبل وفاته بيومين).
- الأمير هيرمان فون هاتزفيلدت - رجل دولة بروسي ورئيس سيليزيا.
- هانز فون كوستر - أميرال ألماني كبير - 18 سبتمبر 1902. [11]
- أوغست فون ماكنسن - المشير الميداني الألماني في حقبة الحرب العالمية الأولى.
- باتريس دي ماك ماهون، دوك دي ماجنتا - سياسي فرنسي؛ الرئيس الثاني للجمهورية الثالثة.
- إدوين فون مانتوفيل (1809-1885) - مشير بروسي.
- أدولف مينزل - فنان ألماني.
- هيلموت فون مولتك الأكبر - المشير البروسي لحروب التوحيد الألمانية. شغل منصب مستشار وسام العقاب الأسود.
- نابليون بونابرت - تم قبوله عام 1803 عندما كان القنصل الأول.
- فريدريك سلاي روبرتس، إيرل روبرتس الأول - القائد العام للقوات المسلحة البريطانية - حصل على الأمر في عام 1901.[12]
- إرنست فون فويل - جنرال بروسي ورئيس وزراء بروسيا.
- الكونت ألفريد فون شليفن - مشير واستراتيجي ألماني.
- غوستاف فون سيندن ببران أميرال البحرية الإمبراطورية الألمانية.
- فريدريك فيلهلم فون سيدليتز - سلاح الفرسان البروسي العام بقيادة فريدريك العظيم.
- فريدريك بيرترام سيكست فون أرمين - الجنرال الألماني في الحرب العالمية الأولى.
- الكسندر سوفوروف - في عهد نابليون الجنرال الروسي والقائد العام.
- إرنست فون تيتاو (1644 - 1711) - عام في الخدمة الدنماركية وبراندنبورغ والهولندية.
- ألفريد فون تيربيتز - أميرال ألماني.
- ألفريد فون فالدرسي - المشير الألماني والقائد الأعلى لتحالف الدول الثماني في تمرد الملاكمين.
- لودفيج يورك فون فارتنبورغ - مشير ميداني بروسي من العصر النابليوني.
- يوهان جاكوب فون ونش - الجنرال البروسي المولود في فيرتمبرغ.[13]
- جوزيبي زانارديلي - الوزير-الرئيس الإيطالي - في أغسطس 1902، فيما يتعلق بزيارة ألمانيا الملك فيكتور عمانويل الثالث ملك إيطاليا.[14]
- الدوق الأكبر لروسيا جورج ألكساندروفيتش - الأخ الأصغر والوريث الأول للإمبراطور نيكولاس الثاني من روسيا.
- إدوارد فون سيمسون – الفقيه الألماني، رئيس البرلمان فرانكفورت (1848 – 1849)، رئيس الألمانية اتحاد شمال الصورة البرلمان (1867 – 1871)، رئيس الرايخستاغ (1871 – 1887)، رئيس محكمة العدل العليا (Reichsgericht) (1877 – 1891).[15]

## الاستخدام الحالي

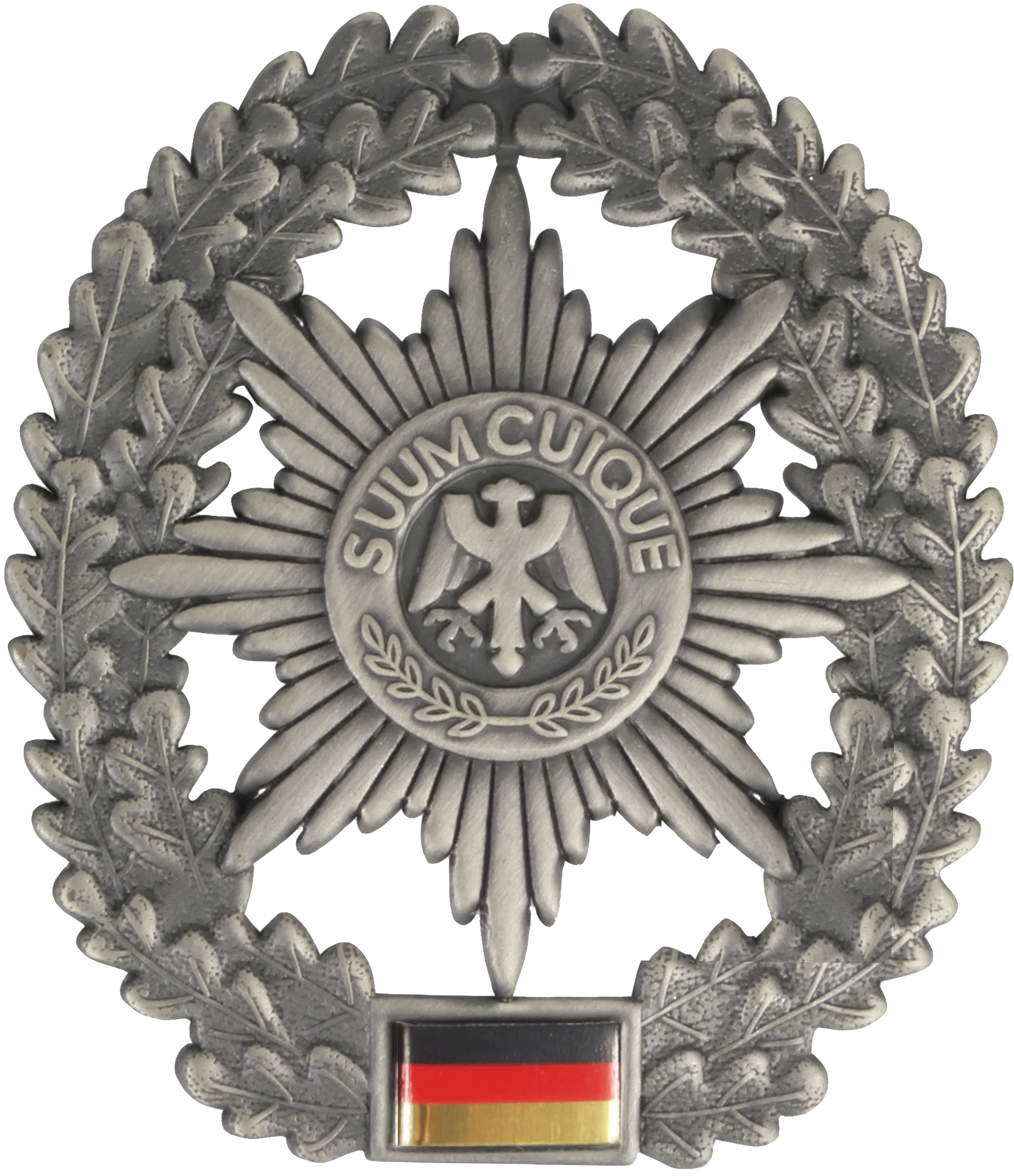
شعار Feldjäger

يتم استخدام وسام العقاب الأسود حاليًا كرمز للشرطة العسكرية الألمانية (Feldjäger).

## ملحوظات
1. ↑  Preußische Orden.
2. ↑  Werlich, Orders and Decorations, p. 182.
3. 1 2  1918 Prussian State Handbook, p. 38.
4. ↑  It is unclear whether this number only covers capitular knights, or also includes members of reigning houses.
5. ↑  1918 Prussian State Handbook, p. 38–41.
6. 1 2 3  "Court Circular". The Times. London. ع. 36043. 19 يناير 1900. p. 7.
7. ↑  Rangeliste der Koeniglich Preussisches, 1903. Berlin: Ernst Siegfried Mittler & Son, 1903. p 369
8. ↑  The Times. London. {{استشهاد بخبر}}: الوسيط |title= غير موجود أو فارغ (مساعدة)
9. ↑  Artikel „Kleist, Henning Alexander von“ von Heinrich Kypke in: Allgemeine Deutsche Biographie, herausgegeben von der Historischen Kommission bei der Bayerischen Akademie der Wissenschaften, Band 16 (1882), S. 150–151, Digitale Volltext-Ausgabe in Wikisource, von Kleist(Version vom 26. September 2015, 20:02 Uhr UTC) نسخة محفوظة 8 فبراير 2021 على موقع واي باك مشين.
10. ↑  "Latest intelligence - The German Emperor at Posen". The Times. London. ع. 36864. 4 سبتمبر 1902. p. 3.
11. ↑  "Court Circular". The Times. London. ع. 36877. 19 سبتمبر 1902. p. 7.
12. ↑  "No. 2731". The London Gazette. 7 مايو 1901.
13. ↑  باللغة الألمانية Albert Pfister, "Johann Jakob Wunsch." Allgemeine Deutsche Biographie. Band 44. (1898), pp. 315–317
14. ↑  "Latest intelligence - The King of Italy in Berlin". The Times. London. ع. 36859. 29 أغسطس 1902. p. 3.
15. ↑  تحوي هذه المقالة معلومات مترجمة من الطبعة الحادية عشرة لدائرة المعارف البريطانية لسنة 1911 وهي الآن ضمن الملكية العامة.

## روابط خارجية
- "العقاب الأسود" . New International Encyclopedia. 1905. {{استشهاد بموسوعة}}: يحتوي الاستشهاد على وسيط غير معروف وفارغs: |HIDE_PARAMETER15=، |HIDE_PARAMETER13=، |HIDE_PARAMETER2=، |HIDE_PARAMETER21=، |HIDE_PARAMETER32=، |HIDE_PARAMETER30=، |HIDE_PARAMETER29=، |HIDE_PARAMETER14=، |HIDE_PARAMETER17=، |HIDE_PARAMETER20=، |HIDE_PARAMETER5=، |HIDE_PARAMETER19=، |HIDE_PARAMETER26=، |HIDE_PARAMETER3=، |HIDE_PARAMETER16=، |HIDE_PARAMETER4=، |HIDE_PARAMETER10=، |HIDE_PARAMETER25=، |HIDE_PARAMETER33=، |HIDE_PARAMETER31=، |HIDE_PARAMETER18=، |HIDE_PARAMETER24=، |HIDE_PARAMETER22=، |HIDE_PARAMETER11=، |HIDE_PARAMETER1=، |HIDE_PARAMETER23=، |HIDE_PARAMETER28=، |HIDE_PARAMETER27=، و|HIDE_PARAMETER12= (مساعدة)